# Associazione Sportiva Bari 1971-1972
Questa voce raccoglie le informazioni riguardanti l'Associazione Sportiva Bari nelle competizioni ufficiali della stagione 1971-1972.

## Stagione
Fonti

La formazione pugliese disputa il suo 16º campionato cadetto. La situazione finanziaria dell'AS Bari si è complicata, con un debito che tocca gli 800 milioni di lire (il dottor Antonucci testimonia che l'anno precedente il presidente De Palo aveva lanciato una sottoscrizione azionaria in favore della società sportiva, cui, su di una città di allora 356.250 abitanti avrebbero aderito solo tre privati, con 5 azioni da 50.000 lire ciascuna). Nell'estate 1971 si manifestano contese fra diversi calciatori e la società stessa, sull'ammontare dei reingaggi.

Nel calciomercato estivo, fra i vari movimenti sono ceduti Depetrini e Furlanis, lasciato libero; tornati invece dai rispettivi prestiti Colautti e il giovane D'Addosio, messo fuori rosa. Acquistato per 35 milioni il centrocampista Giampiero Dalle Vedove, conosciuto in Puglia per il recente trascorso nel Foggia. Continua inoltre lo scambio di atleti con il FC Matera di Serie C, agevolato dall'amicizia di De Palo con il pari lucano Franco Salerno. Infine, il mister Toneatto tenta di recuperare Lucio Mujesan, giunto in prestito dal Verona, e subente i postumi di un infortunio patito l'anno precedente che ne ha causato la lontananza dal campo per circa otto mesi. Per il centravanti di Pirano un ritorno in biancorosso dopo tre anni.
Il 10 agosto, durante il ritiro estivo della squadra a Piancastagnaio (SI), Toneatto subisce in allenamento la lacerazione del tendine d'Achille e viene pertanto, per diverse settimane assistito dal suo secondo e amico Luciano Pirazzini. In Coppa Italia, fra agosto e la prima metà di settembre i galletti ottengono 3 punti in quattro gare, non superando il girone preliminare.
Il Bari inizia il campionato di Serie B con tre vittorie consecutive; dopo i primi cinque risultati utili, in 6ª e 8ª giornata perde 2-0 in trasferta, rispettivamente con Palermo e Ternana, poi avendo un rendimento discontinuo, senza mai inserirsi nella lotta per la promozione e concludendo la stagione con un piazzamento di metà classifica, l'undicesimo posto a 40 punti. Ciò, nonostante in 27ª giornata (il 2 aprile) abbia battuto 3-0 al della Vittoria la Ternana di Viciani, rivelazione poi promossa in A da capolista.
Club, stampa e tifoseria rimangono insoddisfatti del rendimento dei biancorossi, che giudicano complessivamente senza mordente e in età avanzata; molti concordano sulla necessità di cambiamento (poi effettivamente attuato). Per quanto riguarda Mujesan, Toneatto è riuscito a schierarlo in 15 gare di campionato, con il bottino di 2 gol più 1 messo a segno in Coppa Italia.

## Divise
Le divise per la stagione '71-'72 sono state le seguenti:
| Casa | Trasferta |

## Rosa
| N. |                   | Ruolo | Calciatore        |
| -- | ----------------- | ----- | ----------------- |
| -  | Italia (bandiera) | P     | Gianni Colombo    |
| -  | Italia (bandiera) | P     | Giuseppe Spalazzi |
| -  | Italia (bandiera) | P     | Luigi Antezza     |
| -  | Italia (bandiera) | D     | Mario Colautti    |
| -  | Italia (bandiera) | D     | Marcello Diomedi  |
| -  | Italia (bandiera) | D     | Aurelio Galli     |
| -  | Italia (bandiera) | D     | Pasquale Loseto   |
| -  | Italia (bandiera) | D     | Manlio Muccini    |
| -  | Italia (bandiera) | D     | Nicola Piccaretta |
| -  | Italia (bandiera) | D     | Vittorio Spimi    |
| -  | Italia (bandiera) | D     | Giuseppe Tramelli |

| N. |                    | Ruolo | Calciatore             |
| -- | ------------------ | ----- | ---------------------- |
| -  | Italia (bandiera)  | C     | Giampiero Dalle Vedove |
| -  | Italia (bandiera)  | C     | Mario Fara             |
| -  | Italia (bandiera)  | C     | Antonio Lopez          |
| -  | Italia (bandiera)  | C     | Ilario Monterisi       |
| -  | Brasile (bandiera) | A     | Cané                   |
| -  | Italia (bandiera)  | A     | Corrado Marmo          |
| -  | Italia (bandiera)  | A     | Giovan Battista Pienti |
| -  | Italia (bandiera)  | A     | Alberto Tonoli         |
| -  | Italia (bandiera)  | A     | Lucio Mujesan          |
| -  | Italia (bandiera)  | A     | Natalino Gottardo      |

## Calciomercato

### Sessione estiva
| Arrivi | Arrivi                 | Arrivi  | Arrivi                    |
| R.     | Nome                   | da      | Modalità                  |
| ------ | ---------------------- | ------- | ------------------------- |
| P      | Luigi Antezza          | Matera  | ?                         |
| C      | Mario Colautti         | Taranto | fine prestito             |
| C      | Giampiero Dalle Vedove | Perugia | definitivo (35 milioni ₤) |
| A      | Antonio D'Addosio      | Matera  | fine prestito             |
| A      | Natalino Gottardo      | Matera  | ?                         |
| A      | Lucio Mujesan          | Verona  | prestito                  |

| Partenze | Partenze           | Partenze | Partenze      |
| R.       | Nome               | a        | Modalità      |
| -------- | ------------------ | -------- | ------------- |
| C        | Umberto Depetrini  | Torino   | fine prestito |
| C        | Carlo Furlanis     | -        | svincolato    |
| C        | Andreej Zuczkowski | ?        | ?             |
| A        | Giulio Sega        | Parma    | definitivo    |

## Risultati

### Campionato

#### Girone di andata
| 26 settembre 1971 1ª giornata | Bari | 1 – 0 | Reggiana |  |

| 3 ottobre 1971 2ª giornata | Sorrento | 0 – 2 | Bari |  |

| 10 ottobre 1971 3ª giornata | Bari | 2 – 0 | Arezzo |  |

| 17 ottobre 1971 4ª giornata | Monza | 0 – 0 | Bari |  |

| 24 ottobre 1971 5ª giornata | Bari | 1 – 1 | Brescia |  |

| 10 gennaio 1999 6ª giornata | Palermo | 2 – 0 | Bari |  |

| 7 novembre 1971 7ª giornata | Bari | 2 – 1 | Novara |  |

| 14 novembre 1971 8ª giornata | Ternana | 2 – 0 | Bari |  |

| 21 novembre 1971 9ª giornata | Bari | 1 – 1 | Cesena |  |

| 28 novembre 1971 10ª giornata | Como | 1 – 0 | Bari |  |

| 5 dicembre 1971 11ª giornata | Taranto | 0 – 0 | Bari |  |

| 12 dicembre 1971 12ª giornata | Bari | 3 – 0 | Reggina |  |

| 19 dicembre 1971 13ª giornata | Foggia | 2 – 2 | Bari |  |

| 26 dicembre 1971 14ª giornata | Bari | 1 – 1 | Genoa |  |

| 2 gennaio 1972 15ª giornata | Bari | 2 – 1 | Livorno |  |

| 9 gennaio 1972 16ª giornata | Catania | 0 – 0 | Bari |  |

| 16 gennaio 1972 17ª giornata | Perugia | 1 – 0 | Bari |  |

| 23 gennaio 1972 18ª giornata | Bari | 3 – 2 | Modena |  |

| 30 gennaio 1972 19ª giornata | Lazio | 1 – 1 | Bari |  |

#### Girone di ritorno
| 13 febbraio 1972 20ª giornata | Reggiana | 0 – 0 | Bari |  |

| 20 febbraio 1972 21ª giornata | Bari | 0 – 1 | Sorrento |  |

| 27 febbraio 1972 22ª giornata | Arezzo | 1 – 0 | Bari |  |

| 5 marzo 1972 23ª giornata | Bari | 1 – 0 | Monza |  |

| 12 marzo 1972 24ª giornata | Brescia | 1 – 2 | Bari |  |

| 19 marzo 1972 25ª giornata | Bari | 2 – 0 | Palermo |  |

| 26 marzo 1972 26ª giornata | Novara | 1 – 1 | Bari |  |

| 2 aprile 1972 27ª giornata | Bari | 3 – 0 | Ternana |  |

| 9 aprile 1972 28ª giornata | Cesena | 0 – 0 | Bari |  |

| 16 aprile 1972 29ª giornata | Bari | 0 – 2 | Como |  |

| 23 aprile 1972 30ª giornata | Bari | 2 – 0 | Taranto |  |

| 30 aprile 1972 31ª giornata | Reggina | 1 – 0 | Bari |  |

| 7 maggio 1972 32ª giornata | Bari | 1 – 1 | Foggia |  |

| 14 maggio 1972 33ª giornata | Genoa | 0 – 0 | Bari |  |

| 21 maggio 1972 34ª giornata | Livorno | 2 – 1 | Bari |  |

| 28 maggio 1972 35ª giornata | Bari | 2 – 2 | Catania |  |

| 4 giugno 1972 36ª giornata | Bari | 0 – 3 | Perugia |  |

| 11 giugno 1972 37ª giornata | Modena | 0 – 0 | Bari |  |

| 18 giugno 1972 38ª giornata | Bari | 0 – 0 | Lazio |  |

## Statistiche

### Statistiche di squadra
| Competizione | Punti | Totale | Totale | Totale | Totale | Totale | Totale | DR |
| Competizione | Punti | G      | V      | N      | P      | Gf     | Gs     | DR |
| ------------ | ----- | ------ | ------ | ------ | ------ | ------ | ------ | -- |
| Serie B      | 40    | 38     | 12     | 16     | 10     | 36     | -26    |    |
| Coppa Italia | -     | 4      | 0      | 3      | 1      | 2      | 3      | -1 |
| Totale       | -     | 42     | 12     | 19     | 11     | 38     | 34     | +4 |

### Statistiche dei giocatori
| Giocatore          | Serie B  | Serie B | Serie B     | Serie B    |
| Giocatore          | Presenze | Reti    | Ammonizioni | Espulsioni |
| ------------------ | -------- | ------- | ----------- | ---------- |
| Cané               | 25       | 2       | -           | -          |
| M. Colautti        | 21       | 2       | -           | -          |
| G. Colombo         | 20       | -       | -           | -          |
| G Dalle Vedove     | 32       | 2       | 1           | -          |
| M. Diomedi         | 26       | 3       | -           | -          |
| M. Fara            | 34       | 9       | -           | -          |
| A. Galli           | 28       | -       | -           | -          |
| N. Gottardo        | 25       | 1       | -           | -          |
| A. Lopez           | 26       | 3       | -           | -          |
| P. Loseto          | 17       | -       | -           | -          |
| C. Marmo           | 28       | 5       | -           | -          |
| I. Monterisi       | 13       | 1       | -           | -          |
| M. Muccini         | 36       | -       | -           | -          |
| L. Mujesan         | 15       | 2       | -           | -          |
| N. Piccaretta      | 1        | -       | -           | -          |
| G. Battista Pienti | 36       | 5       | 1           | -          |
| G. Spalazzi        | 20       | -       | -           | -          |
| V. Spimi           | 38       | -       | -           | -          |
| G. Tramelli        | 1        | -       | -           | -          |
| A. Tonoli          | 3        | -       | -           | -          |